# Hector Langevin
 (septembre 2020).
Ne pas confondre avec l'homme politique canadien Hector-Louis Langevin
Pour les articles homonymes, voir Langevin.
Hector Langevin est un acteur français et dj-compositeur français, né le 12 août 1996 a Aix-en-Provence dans les Bouches-du-Rhône .
Il joue le rôle de Bart Vallorta dans la série télévisée Demain nous appartient, diffusée depuis 2017 sur TF1

## Biographie
Musicien depuis son plus jeune âge, Hector Langevin (Gasser) décide de lancer sa carrière de disc jockey en 2014.
Hector Langevin a déchainé les foules des scènes du Rolling Saone, la Rouge Festival, Sète Summer Festival et d'autres festivals et clubs partout en Europe[non neutre][réf. nécessaire].

## Carrière
En 2016, il signe deux courts-métrages : Merci et Vierge.
En 2017, il intègre la distribution de la série télévisée Demain nous appartient, où il campe le personnage de Bart.

## Filmographie

### Télévision
Séries télévisées
- 2015 : Golden Moustache de Raphaël Carlier et David Coscas (épisode Badass)
- Depuis 2017 : Demain nous appartient : Barthélémy « Bart » Vallorta
- 2021 : Mixte de Edouard Salier : Jacques (épisode 8)
- 2021 : Ici tout commence : Barthélémy « Bart » Vallorta (2 épisodes)
- 2021 : Tropiques criminels : Aymeric  (saison 3, épisode 1)
- 2024 : Commandant Saint-Barth : Olivier de Nigelle/Eric Ciboure (saison 1, épisode 4)

### Cinéma
Courts métrages
- 2016 : Merci de lui même
- 2016 : Vierge de lui même
- 2016 : Nid d'hiver de Tibor Lodowsky : un jeune